# 1st Royal Tank Regiment
Le 1st Royal Tank Regiment (1 RTR, en français 1er Régiment royal de chars) était un régiment blindé de la British Army. Il fait partie du Royal Tank Regiment, qui lui-même fait partie du Royal Armoured Corps et est placé sous la responsabilité opérationnelle de la 12th Armoured Infantry Brigade, renommée 12th Armoured Brigade Combat Team .

## Histoire

### Formation
Le régiment a été formé à l'origine en tant que compagnie A, section lourde, corps de mitrailleuses en mai 1916 pendant la Première Guerre mondiale (1914-1918). Il a pris part à la toute première offensive de chars en 1916 et a de nouveau combattu sur le front occidental lors de la bataille de Cambrai en novembre 1917, puis lors de l'offensive des Cent-Jours. Resté actif dans l'armée pendant l'entre-deux-guerres, il a été rebaptisé en 1939 1st Royal Tank Regiment.

### Seconde Guerre Mondiale

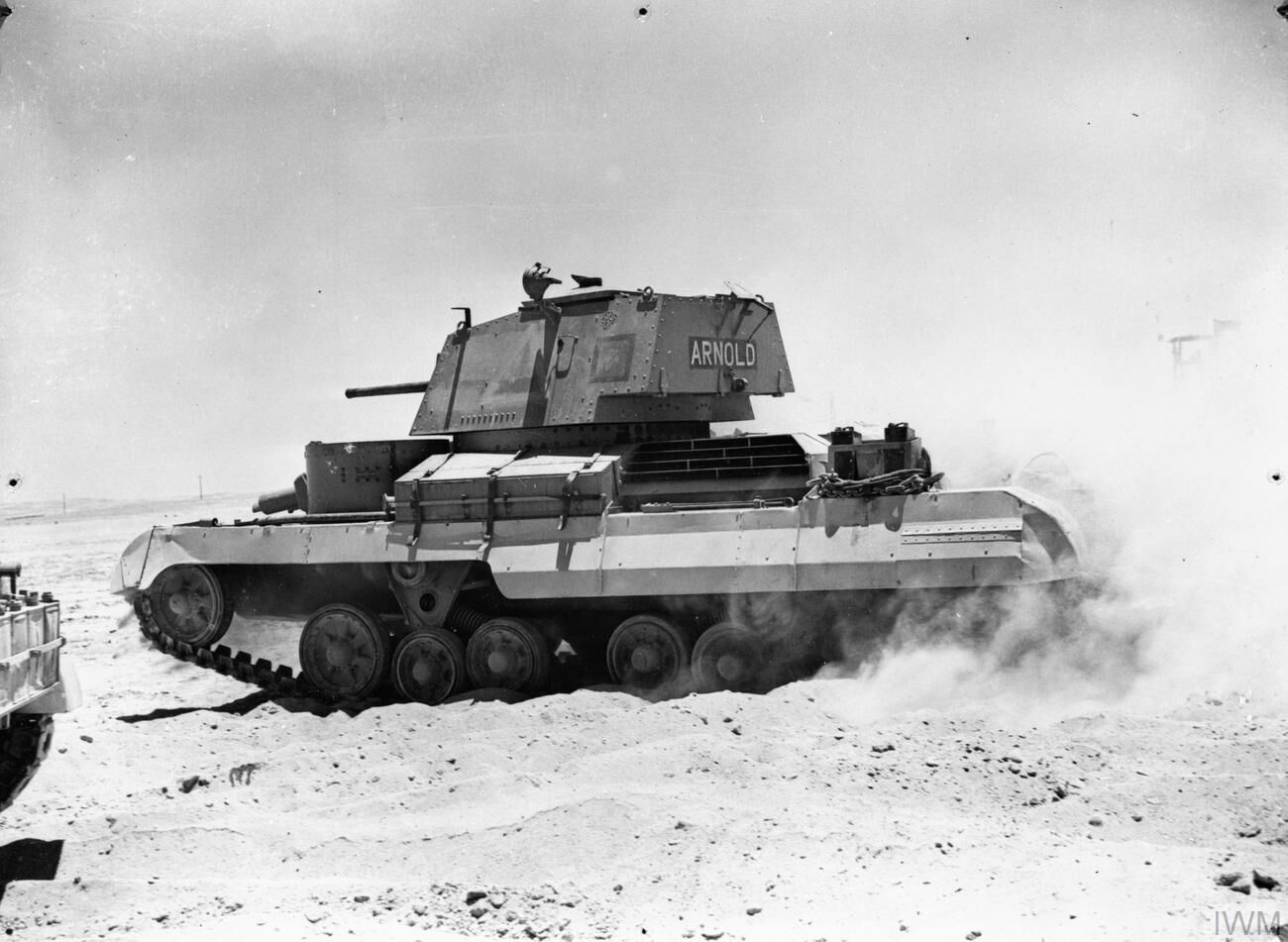
Char Cruiser Mk I du 1 RTR à Abbassia, Égypte, 30 mai 1940

Pendant la Seconde Guerre mondiale (1939-1945), le régiment a participé au siège de Tobrouk à l'été 1941 et à la bataille d'El Alamein en octobre 1942, à l'avancée en Italie à la fin de 1943, au débarquement en Normandie en juin 1944 et à l'invasion de l'Allemagne par les Alliés occidentaux en 1945. À partir de la bataille d'El Alamein, le régiment a fait partie de la 22e brigade blindée, qui faisait elle-même partie de la 7e division blindée, pendant le reste de la guerre.

### Après guerre
Après une période basée en Allemagne, le 1 RTR a combattu les forces communistes pendant la guerre de Corée.
Le régiment était présent dans la zone du canal de Suez au sein de la 25e brigade blindée pour protéger les intérêts britanniques dans la zone de janvier 1954 à août 1955.
En 1957, le régiment est affecté à Hong Kong au sein de la 48e brigade d'infanterie Gurkha. Lorsqu'il quitte Hong Kong en 1960, il remplace les chars Comet par des Centurion à Hohne, en Allemagne de l'Ouest.

### Fusion
En 1993, il a fusionné avec le 4th Royal Tank Regiment sans changer de titre. Il intègre les deux zones de recrutement traditionnelles des régiments d'origine, à savoir le Merseyside et l'Écosse.
En 1999, deux escadrons ont été séparés dans le cadre du Régiment interarmées NBC avec le No. 27 Squadron RAF Regiment. En décembre 2011, le régiment a transféré sa responsabilité CBRN au régiment de la RAF.
Le 25 juin 2008, au palais de Buckingham, le 1RTR et le 2 RTR ont reçu leur nouvel étendard des mains de la Reine, qui comprenait le nouvel honneur de la bataille d'Al Basrah 2003.
Le 2 août 2014, le régiment a fusionné avec le 2RTR pour former le bataillon unique Royal Tank Regiment (RTR), basé à la caserne d'Aliwal, Tidworth. Il est l'un des trois régiments blindés équipés du char Challenger 2.
L'histoire et les traditions du 1 RTR sont préservées par l'escadron "Ajax" du RTR.

## Commandants
Les commandants ont été :
- 1959–1961: Lt.-Col. Tresham D. Gregg
- 1961–1963: Lt.-Col. John D. Masters
- 1963–1966: Lt.-Col. Richard E. Simpkin
- 1966–1967: Lt.-Col. Laurie W.G. Gingell
- 1967–1969: Lt.-Col. Ian H. Baker
- 1969–1972: Lt.-Col. Simon J. Beardsworth
- 1972–1974: Lt.-Col. John P. Maxwel
- 1974–1976: Lt.-Col. Antony K.F. Walker
- 1976–1979: Lt.-Col. David L. Lewis
- 1979–1981: Lt.-Col. A.S. Jeremy Blacker
- 1981–1984: Lt.-Col. Michael Seymour
- 1984–1986: Lt.-Col. Michael I. Keun
- 1986–1989: Lt.-Col. Mark J.H. Goodson
- 1989–1991: Lt.-Col. Timothy E. Hall
- 1991–1993: Lt.-Col. Adrian G.R. Carroll
- 1993–1995: Lt.-Col. Peter Gilchrist
- 1995–1997: Lt.-Col. Ian J. Rodley
- 1997–2000: Lt.-Col. David C. Eccles
- 2000–2002: Lt.-Col. Christopher M. Deverell
- 2002–2004: Lt.-Col. Patrick J. Kidd
- 2004–2006: Lt.-Col. Hamish S. De Bretton-Gordon
- 2006–2009: Lt.-Col. Ian J. Gibb
- 2009–2011: Lt.-Col. Gavin J. Thompson
- 2011–2013: Lt.-Col. Andrew M. Britton
- 2013–2016: Lt.-Col. Nicholas J. Cowey
- 2016–2018: Lt.-Col. Simon A. Ridgway
- 2018–present: Lt.-Col. James R. Howard

## Forces de cadets associées
- Détachement de Mildenhall, force des cadets de l'armée du Suffolk
- Détachement de Cadbury Heath, force des cadets de l'armée de Bristol
- Détachement d'Ainsdale, force des cadets de l'armée de Merseyside
- Détachement de Westbury, force des cadets de l'armée du Wiltshire
- Détachement d'Oldham, force des cadets de l'armée du Grand Manchester
- Détachement 131 (Battersea), force des cadets de l'armée du sud-ouest de Londres
- Détachement de Bovington et Purbeck, force des cadets de l'armée du Dorset[9]